# Rohozec u Žehušic

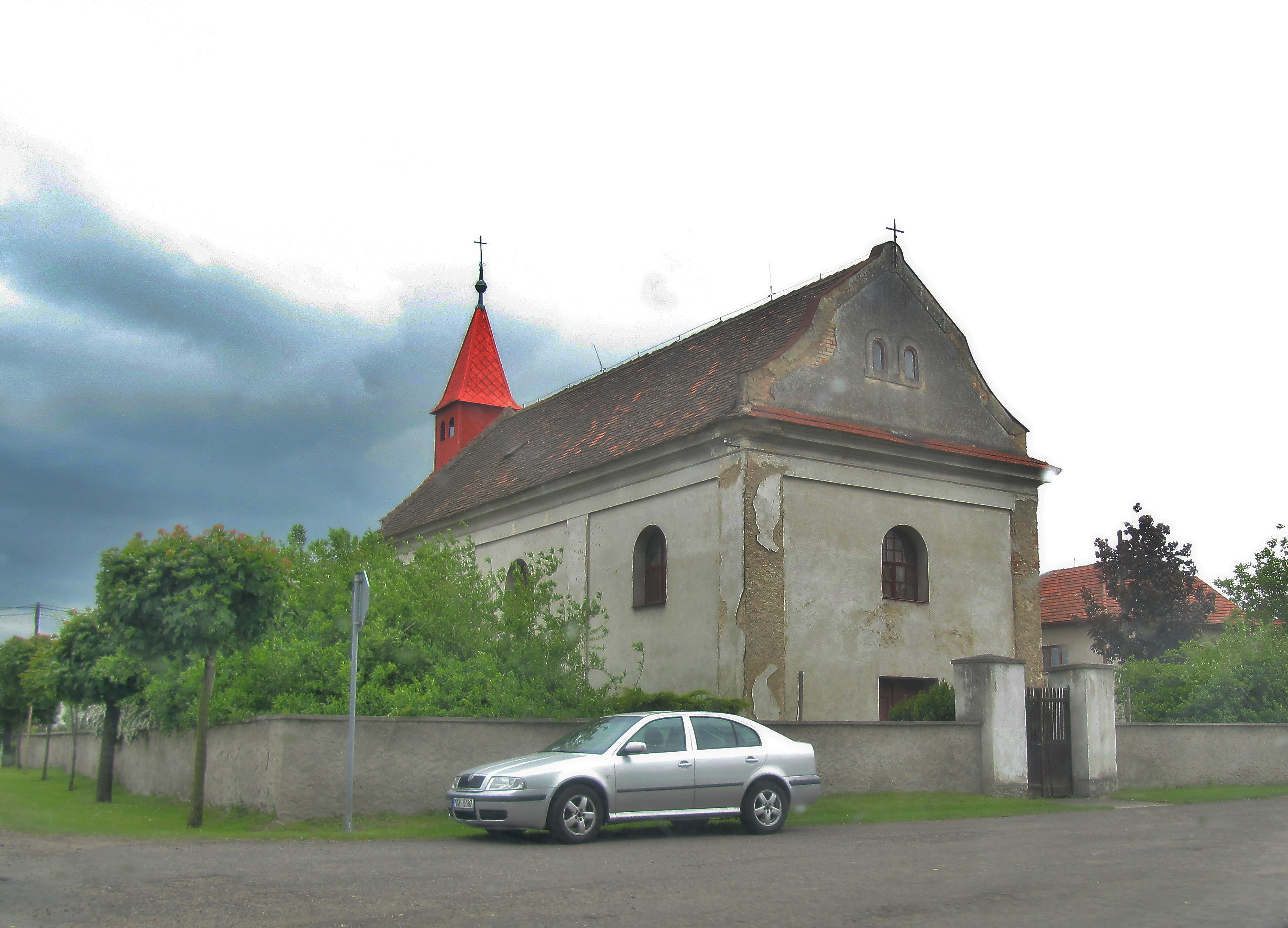
Kirche St. Maria Magdalena

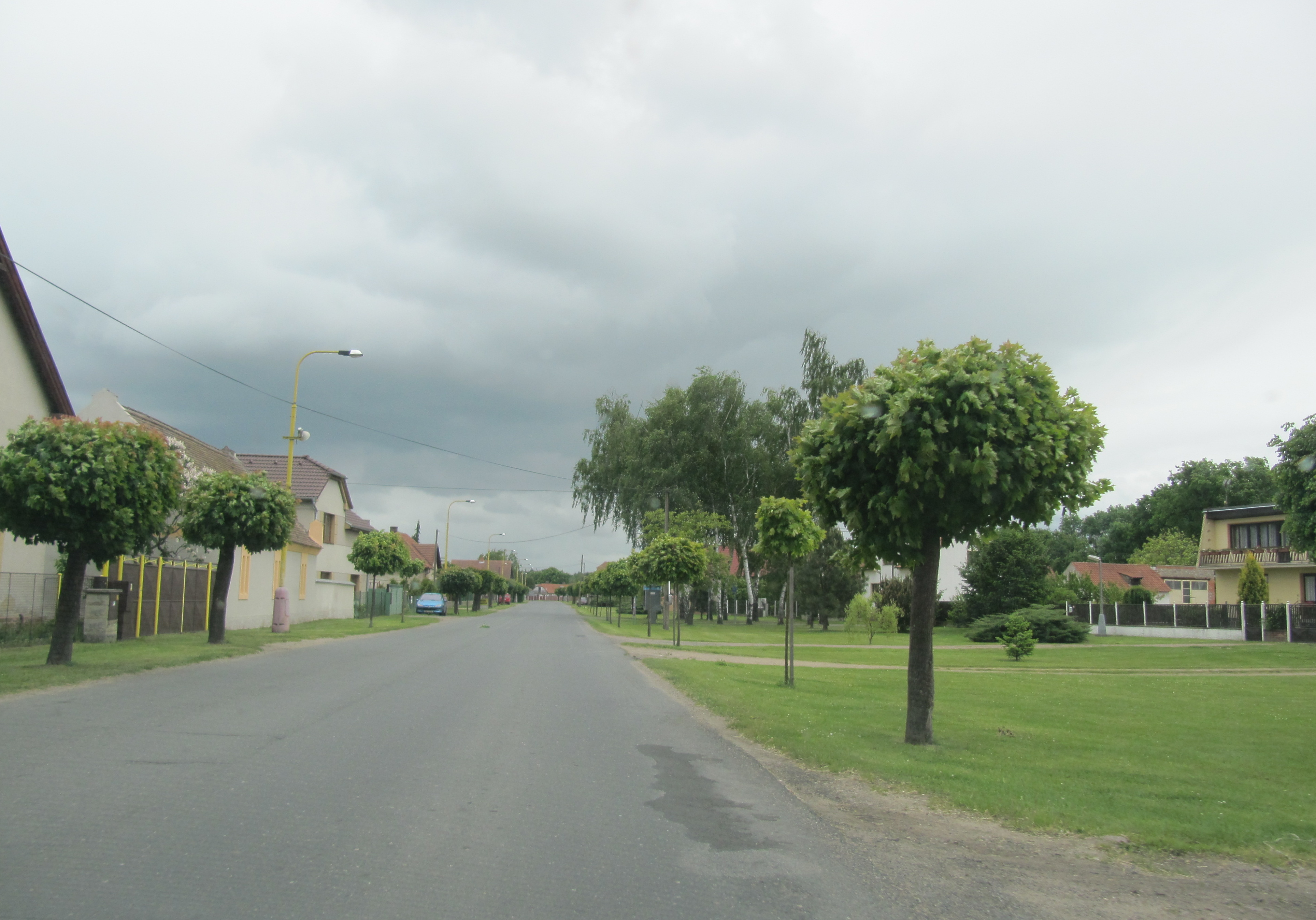
Dorfplatz

Rohozec (deutsch Rohosetz) ist eine Gemeinde in Tschechien. Sie liegt neun Kilometer nordöstlich des Stadtzentrums von Kutná Hora und gehört zum Okres Kutná Hora.

## Geographie
Rohozec befindet sich linksseitig des Baches Brslenka in der Čáslavská kotlina (Czaslauer Becken). In Rohozec entspringen die Černá strouha und der Lanžovský potok. Südlich erheben sich der Červený kopec (231 m n.m.), die Pavillonhöhe (239 m n.m.) und die Kamajka (231 m n.m.). Nordöstlich des Dorfes liegt der Sportflugplatz Rohozec (LKROHO).
Nachbarorte sind Habrkovice und Lišice im Norden, Sulovice, Horušice und Borek im Nordosten, Žehušice im Osten, Vlačice, Druhanice und Chotusice im Südosten, Církvice, Jakub und Ovčáry im Südwesten, Nové Dvory, Kačina und Husa im Westen sowie Haltýřek und Svatý Mikuláš im Nordwesten.

## Geschichte
Die erste schriftliche Erwähnung von Rohozec erfolgte 1143 in einer Dotationsurkunde für das neu gegründete Zisterzienserkloster Sedletz. Im Jahre 1248 bestand das Dorf aus 20 Häusern. Die Sedletzer Zisterzienser verkauften Rohozec 1407 an Anna von Rosenberg, im Jahre 1420 schrieb König Sigismund das Dorf wieder dem Kloster Sedletz zu. In der Mitte des 16. Jahrhunderts veräußerten die Zisterzienser Rohozec an die Herrschaft Žehušice. Kaiser Ferdinand I. entzog Václav Žehušický von Nestajov wegen dessen Teilnahme am Ständeaufstand von 1546 das Lehen und verkaufte die Herrschaft an Karl von Zierotin. 1661 erwarb Michael Oswald von Thun und Hohenstein die Herrschaft Žehušice von den Erben des Burian Ladislaw von Waldstein. 1671 bestimmte er die Herrschaft Žehušice zum Majorat und vererbte sie seinem Bruder Maximilian.
Im Jahre 1840 bestand Rohosetz, auch Rohusitz bzw. Rohosice genannt, aus 67 Häusern, in denen 403 Personen lebten. Im Ort gab es eine Filialkirche der hl. Magdalena, Pfarrort war Chotusitz. Nordöstlich des Dorfes wurde die Černá strouha im Studenetzer Teich (Mikulášský rybník) aufgestaut.
Nach der Aufhebung der Patrimonialherrschaften bildete Rohozec ab 1849 eine Gemeinde im Gerichtsbezirk Časlau. Ab 1868 gehörte die Gemeinde zum Bezirk Časlau. 1887 wurde die Freiwillige Feuerwehr gegründet. 1910 erhielt Rohozec eine eigene Schule, 1913 wurde das Dorf an das Elektrizitätsnetz angeschlossen. Die Einwohnerzahl stieg in der Zwischenkriegszeit auf über 500 an. Im Jahre 1929 erhielt das Dorf eine Kanalisation, und die Feuchtflächen um den Ort wurden melioriert. 1930 erfolgte die Regulierung der Brslenka.
Im Zuge der Gebietsreform von 1960 wurde der Okres Čáslav aufgehoben; Rohozec wurde dem Okres Kutná Hora zugeordnet und nach Svatý Mikuláš eingemeindet. Die Schule in Rohozec wurde 1962 geschlossen und die Kinder nach Žehušice umgeschult. Seit Anfang 1993 bildet Rohozec wieder eine eigene Gemeinde. Seit 2016 führt Rohozec ein Wappen und Banner.

## Gemeindegliederung
Für die Gemeinde Rohozec sind keine Ortsteile ausgewiesen.

## Sehenswürdigkeiten
- Kirche St. Maria Magdalena, erbaut 1372 aus einer gotischen Kapelle, die heute den Chor bildet. Im 18. Jahrhundert wurde die Kirche vergrößert und barock umgestaltet.
- Chaluppe Nr. 25, erbaut in der Mitte des 19. Jahrhunderts
- Barocke Nischenkapelle aus der zweiten Hälfte des 18. Jahrhunderts, das Kulturdenkmal wurde in den Jahren 2008–2009 restauriert.[5]